# Jack Netzler
Jacob John Olaf Netzler, dit Jack Netzler et dont le prénom est rendu « Siaki » en samoan, né le 25 avril 1940 et mort le 2 août 2022, est un homme politique samoan.

## Biographie
Jack Netzler est un descendant d'un colon allemand, Carl Fritz Netzler, né en 1844 dans le Schleswig-Holstein. Il descend également d'un autre colon allemand établi aux Samoa vers le milieu du XIXe siècle et qui est l'ancêtre de la famille Schuster, famille samoane comprenant de nombreuses personnalités politiques et sportives. Jack Netzler fait ainsi partie d'un ensemble de personnalités politiques samoanes des XXe siècle et XXIe siècle d'ascendance allemande : Hans Joachim Keil III, Eugene Paul, Telefoni Retzlaff, Fossie Schmidt (en), Leuatea Schmidt, Cedric Schuster et Harry Schuster,.
Agriculteur de profession, il entre à l'Assemblée législative des Samoa à l'occasion d'une élection partielle en janvier 1981 due au meurtre du député Ron Berking. Candidat du Parti pour la protection des droits de l'homme (PPDH ; droite chrétienne conservatrice), il est élu par les électeurs de la circonscription nationale réservée aux citoyens samoans d'ascendance non-autochtone. Il est réélu aux élections législatives de 1982, tandis que Peter Rasmussen bat le député sortant George Lober pour le deuxième siège de la circonscription,. 
Il occupe successivement les ministères de l'Agriculture, des Travaux publics, des Télécommunications et des Transports. En 1992, il doit démissionner de sa responsabilité ministérielle pour les transports maritimes après un rapport d'audit révélant une mauvaise gestion des finances de l'entreprise publique de transport maritime. En 1994, il doit démissionner de sa responsabilité ministérielle pour l'aviation civile, pour la même raison concernant la compagnie aérienne Polynesian Airlines,,. Après six mandats consécutifs comme député, il est battu dans sa circonscription par Chan Chui Van Sung aux élections législatives de 2001.
Jack Netzler continue de prendre part aux réunions régulières de la famille Schuster, dont les membres éparpillés entre cinq pays se rassemblent aux Samoa, et en 2019 il organise avec l'ancien chef de la police Sonny Schuster une collecte de fonds auprès de la famille pour venir en aide aux familles de l'épidémie de rougeole de 2019 aux Samoa, épidémie due principalement à la désinformation au sujet des vaccins. Mort le 2 août 2022 à l'âge de 82 ans, il reçoit des obsèques nationales auxquelles assistent le chef de l'État, Tuimalealiifano Va'aleto'a Sualauvi II, la Première ministre Fiame Naomi Mata'afa et l'ancien Premier ministre Tuila'epa Sa'ilele Malielegaoi.